# Bihoro
Bihoro (美幌町?, Bihoro-chō) è una cittadina del Giappone situata nella zona nord-orientale della prefettura di Hokkaidō. Fa parte del distretto di Abashiri e rientra nella giurisdizione dell'ufficio sottoprefettizio generale di Okhotsk, equiparabile a quella di una sottoprefettura.
Il nome deriva dalla parola Ainu piporo, che significa "luogo con molta acqua". In gran parte agricola, è conosciuta soprattutto per il passo di Bihoro, che offre uno splendido panorama sul lago Kussharo, nel Parco Nazionale Akan. 
Nel 2009, la cittadina aveva una popolazione di 22.117 distribuite su un'area di 438,36 km², per una densità di 52,06 ab./km².

## Storia
- 1915 Fu fondato il villaggio di Bihoro
- 1921 Incorporata una parte dell'allora villaggio di Tsubetsu
- 1923 Bihoro acquisisce lo status di cittadina (町?, chō)
- 1946 Incorporata una parte dell'allora villaggio di Memanbetsu (ora cittadina)
- 1953 Pubblicazione della canzone Bihoro, di Tōru Takemitsu